# São João dos Angolares
São João ("Sveti Ivan" na portugalskom) dos Angolares naselje je na jugoistočnoj obali otoka Sveti Toma, u afričkoj državi Sveti Toma i Princip. Smješteno je u bujnoj tropskoj šumi palmi, između dvije rječice. Veoma je prometno izolirano. Stanovništvo se bavi ribarstvom i poljoprivredom.
Naselje je dobilo ime po robovima iz Angole, koji su se naselili u ovom području nakon što je u 16. stoljeću brod koji ih je prevozio u Brazil doživio brodolom na grebenu Sete Pedras. Domaće stanovništvo govori kreolskim Angolar (Ngola) jezikom.
Godine 2001. São João dos Angolares imao je 1.862 stanovnika.